# GATA2
Le GATA2 est une protéine appartenant à la famille des facteurs de transcription de type GATA dont le gène est le GATA2 situé sur le chromosome 3 humain.

## Rôle
Il est exprimé dans les valves des vaisseaux lymphatiques et contribue aux développements de ces dernières. Il module l'expression du récepteur au VGEF, le VGEFR2, du facteur de von Willebrand, de l'endothéline 1 et de l'oxyde nitrique synthase. Il interagit avec l'Ap-1 qui régule l'inflammation; ainsi qu'avec PROX1, SPI1, FOXC2 et NFATC1. Il augmente l'expression du VCAM-1.
Il intervient également dans l'hématopoïèse, dans la fonction des cellules hypophysaires, des neurones GABAergiques ainsi que dans l'immunité.
Il module l'expression de l'endomucine.
Il joue également sur l'expression de certains micro-ARN dont le miR 126 et le miR 221.

## En médecine
La mutation de son gène provoque le syndrome d'Emberger caractérisé par un lymphœdème et un risque de développer une leucémie aiguë myéloblastique.
Certains variants de son gène sont corrélés avec la survenue d'une hypercholestérolémie et un risque augmenté de maladie cardio-vasculaire précoce.